# Bocquillonia
Genre
Classification phylogénétique
Synonymes
- Ramelia Baill., 1874[1]

Bocquillonia est un genre de plantes à fleurs de la famille des Euphorbiaceae qui ne se rencontre qu'en Nouvelle-Calédonie.

## Liste des espèces
Selon World Checklist of Selected Plant Families (WCSP) (21 janvier 2018) :
- Bocquillonia arborea Airy Shaw (1980)
- Bocquillonia brachypoda Baill. (1874)
- Bocquillonia brevipes Müll.Arg. (1865)
- Bocquillonia castaneifolia Guillaumin (1913 publ. 1914)
- Bocquillonia codonostylis (Baill.) Airy Shaw (1974)
- Bocquillonia goniorrhachis Airy Shaw (1981)
- Bocquillonia grandidens Baill. (1874)
- Bocquillonia longipes McPherson (1987)
- Bocquillonia lucidula Airy Shaw (1974)
- Bocquillonia nervosa Airy Shaw (1974)
- Bocquillonia phenacostigma Airy Shaw (1974)
- Bocquillonia rhomboidea (Schltr.) Airy Shaw (1972)
- Bocquillonia sessiliflora Baill. (1862)
- Bocquillonia spicata Baill. (1862)